# Serapis
Serapis (auch Sarapis) war ein ägyptisch-hellenistischer Gott, der seit Ptolemaios I. als integrativer Reichsgott etabliert wurde. In ihm sind v. a. Züge der ägyptischen Gottheiten Osiris, des Apis-Stiers (der im Kult von Memphis sterbend zu Osiris wird) sowie der griechisch-römischen Hauptgötter Zeus-Jupiter und Hades-Pluto verschmolzen.

## Hintergrund

### Etymologie
Der Name entstand aus der Bezeichnung des Osiris (Sir/Sar) und des Apis (Hepi). In der ägyptischen Mythologie verkörperte der Apis-Stier als Symbol die Fruchtbarkeit. Nach den Überlieferungen lebte die Seele des Osiris im Apis-Stier weiter, nachdem Seth seinen Körper in mehrere Stücke zerteilt hatte.

### Entstehung des Serapis-Kultes
Der Serapis-Kult entstand im frühen Hellenismus, als Ägypten unter makedonisch-griechische Herrschaft geraten war. Der genaue Zeitpunkt der Einführung ist unklar, doch soll eine Traumvision des Königs Ptolemaios I. in Sinope der Anlass gewesen sein, den ägyptischen Priester Manethon und den Eumolpiden Timotheus mit der Geburt des Serapis zu beauftragen.
Zunächst war der Kult des Serapis nur für die griechische Bevölkerung Ägyptens bestimmt, um griechische und ägyptische Traditionen zu vereinen. Die Aufnahme in das ägyptische Pantheon, verbunden mit der Verehrung von Serapis und seiner Gattin Isis, konnte Ptolemaios I. mit der Fertigstellung des Serapeums von Alexandria im Jahr 285 v. Chr. erreichen, das er von 287 bis 286 v. Chr. erbauen ließ.

## Erscheinungsform und Gleichsetzungen

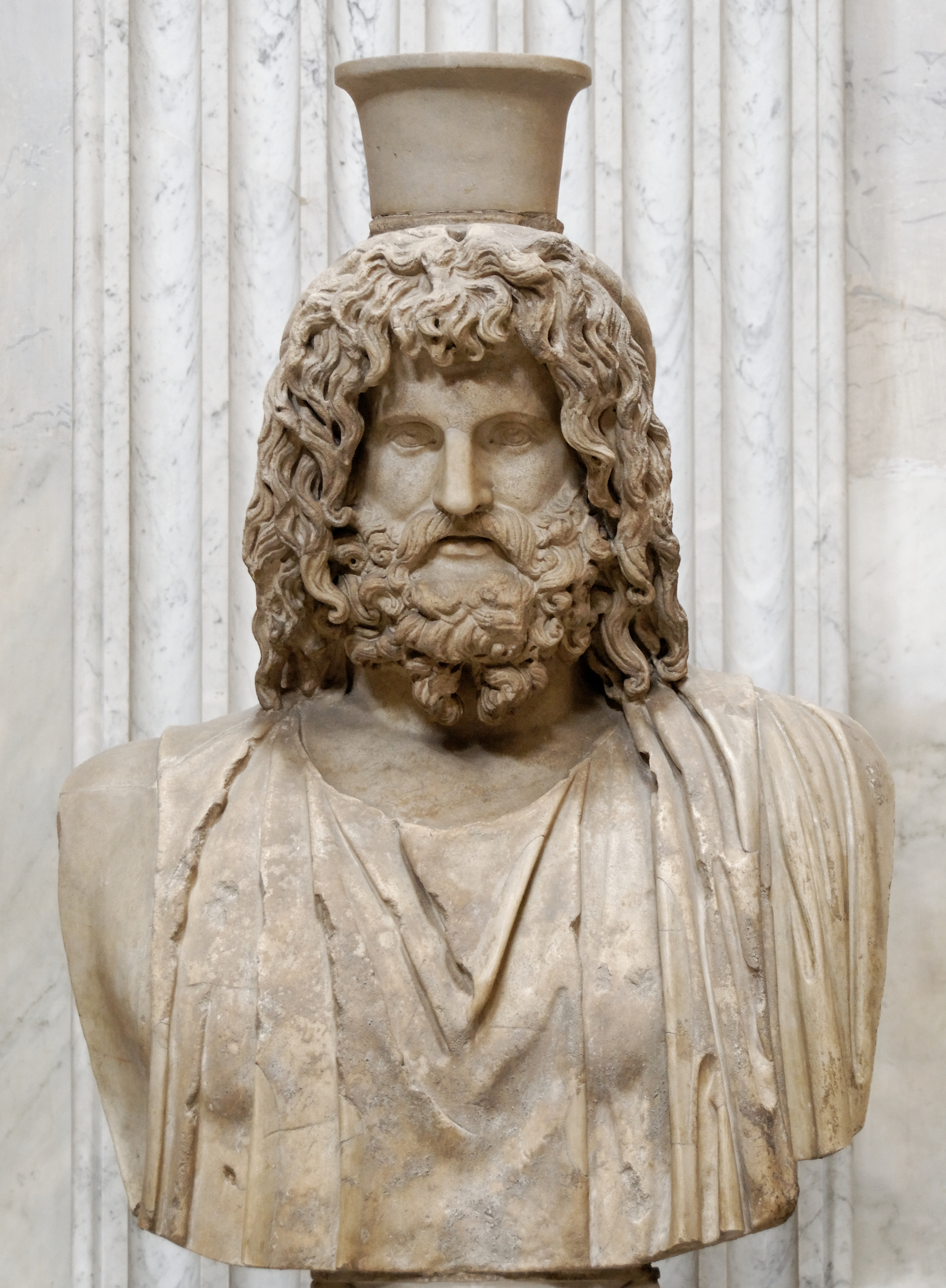
Serapis-Büste im Vatikan

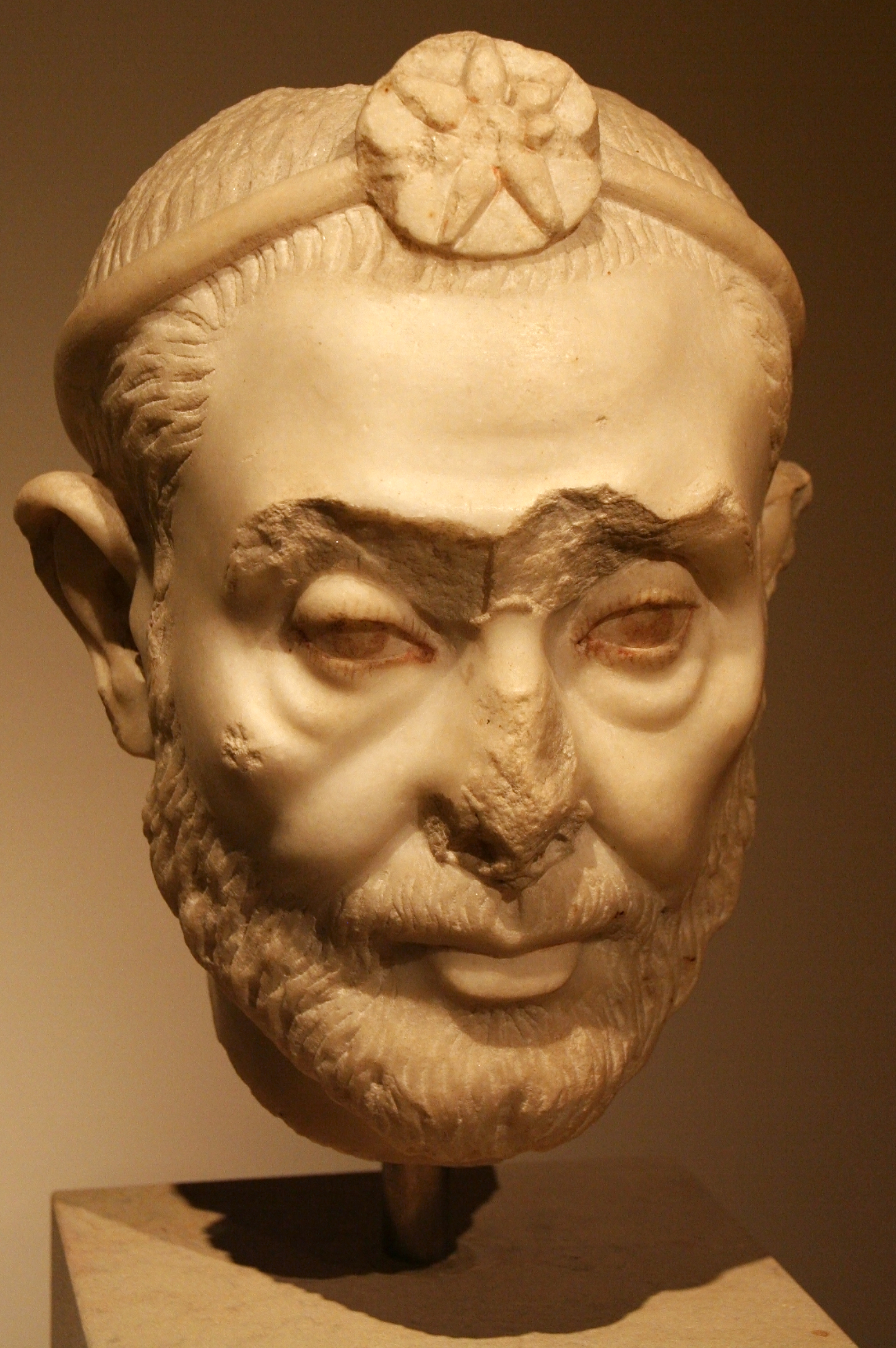
Oberbeamter im Serapis-Kult, Altes Museum, Berlin

Die äußere Erscheinungsform wurde hauptsächlich Zeus angepasst, da die Darstellung als mumifizierte Gottheit nicht den Vorstellungen der Griechen entsprach. Meistens war Serapis als Stier oder als sitzender, bärtiger Mann zu sehen.
Als Gott der Fruchtbarkeit und in seiner Bedeutung der Getreideversorgung trägt er einen von Ähren umwundenen Kalathos, einen griechischen Erntekorb, auf dem Kopf. Die Darstellung nimmt Bezug auf die Vorstellung, dass die Götter der Unterwelt das Getreide aus der Erde wachsen ließen. Serapis galt deshalb auch als Schutzgott für die Fruchtbarkeit der Felder und die Getreideversorgung der Städte (vergleiche Cura annonae im römisch geprägten Kulturraum). Andere Darstellungen zeigen ihn als stehenden Mann mit Stierkopf oder mit dem Schlangenstab des Asklepios.
Serapis wurde neben seiner Rolle als Fruchtbarkeits- und Heilgott auch mit den Funktionen des Orakels sowie des Sklavenbefreiers ausgestattet. Mit diesen Eigenschaften entwickelte sich Serapis zum Universal- und Schutzgott der Ptolemäer.
Als Gott der Nilschwemme vereinte er neben Osiris die Wesenszüge weiterer griechischer Götter: Hades, Zeus, Helios, Dionysos und Asklepios.

Obwohl die Gottheiten Zeus und Osiris verschmolzen, existierten beide Götter auch während der hellenistisch-römischen Zeit einzeln weiter. Unter Ptolemaios III. erfuhr der bis dahin zweitrangige Isis-Kult im Zusammenhang mit dem Kanopus-Dekret eine deutliche Aufwertung und verdrängte Serapis in die Position, die vorher Isis bekleidete.

## Weitere Geschichte

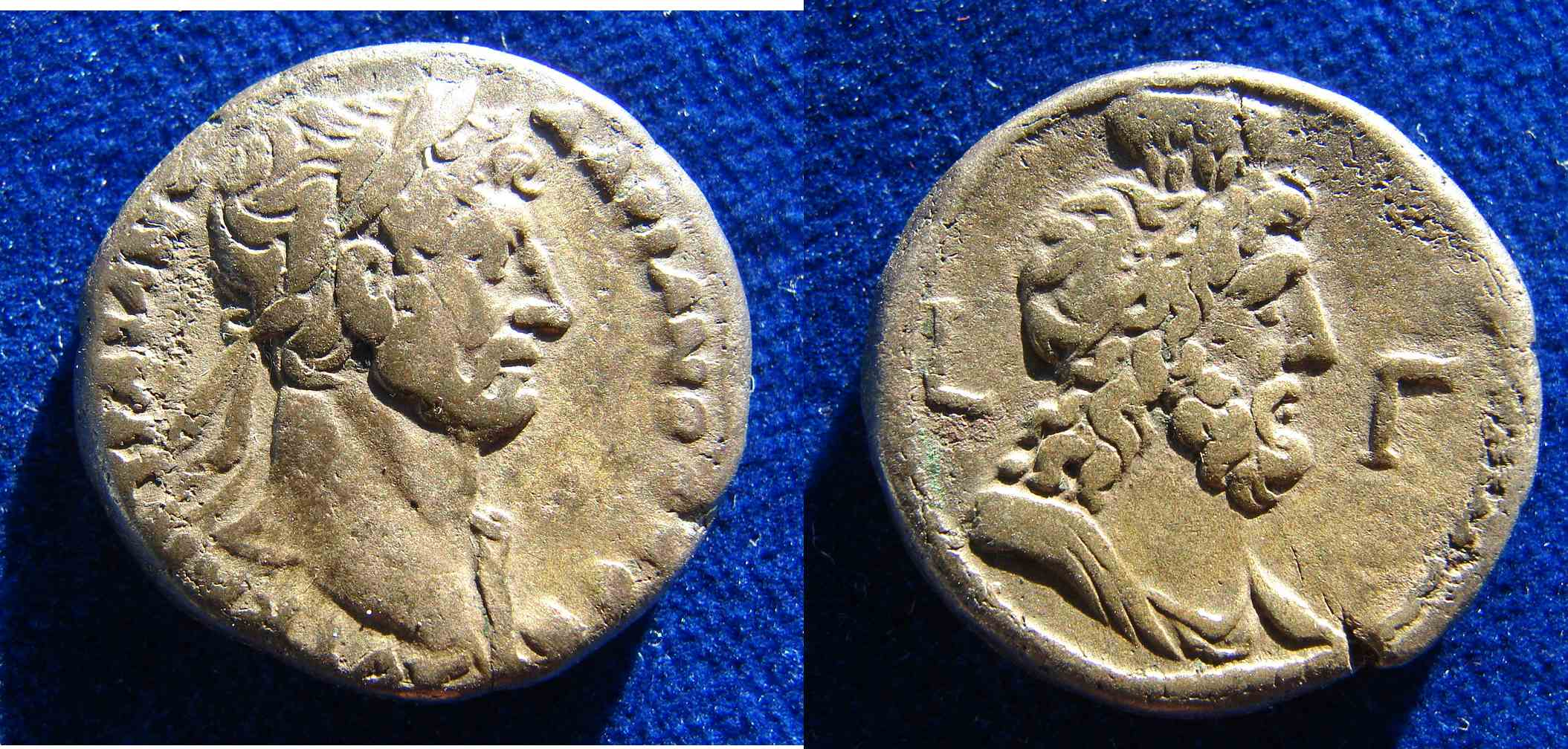
Serapis auf römischer Kolonialmünze, Alexandria, Billon Tetradrachm, Kaiser Hadrianus.

Der Serapis-Kult verbreitete sich – zusammen mit dem der Isis – rasch im ganzen Machtbereich der Ptolemäer, die neben Ägypten insbesondere auch Teile Kleinasiens und der Ägäis kontrollierten. Um 220 v. Chr. existierten auf Delos bereits drei Serapeen, berühmt war überdies der Serapis-Tempel in Lindos auf Rhodos; belegt ist der Kult daneben unter anderem auch in Athen, Korinth und Sparta. Cicero erwähnt auch einen Serapistempel in Syrakus (Verr. II, 2, 160), vor dem eine Verresstatue umgestürzt wurde.
Spätestens im 1. Jahrhundert v. Chr. existierte auch in Rom ein Tempel für Serapis; Kaiser Caracalla (211 bis 217) ließ ihm dann ein großes Heiligtum auf dem Quirinal errichten. Der Gott erscheint auch auf Münzen des Kuschana Kaisers Huvishka (140–183 n. Chr.). Dies mag auf eine stärkere Hinwendung nach Ägypten deuten, das damals ein wichtiger Handelspartner war. Maximinus Daia (305 bis 313) bemühte sich offenbar, Serapis als Konkurrenz zum christlichen Gott besonders zu fördern; doch nach der Einführung des Christentums als Staatsreligion gingen die Kaiser ab Theodosius I. (379 bis 395) gegen die übrigen Religionen vor, so auch gegen Serapis: Der große Tempel in Alexandria wurde 391 n. Chr. zerstört.

## Heiligtümer
- in Alexandria
- in Kanopus bei Alexandria
- in Herakleion
- in Mons Claudianus
- in Mons Porphyrites
- in Tehna el-Gebel
- in Luxor
- in Marathon
- in Korinth – Südstoa
- in Argos
- in Philippi
- auf Delos
- in Lindos
- in Alt-Thera auf Santorin
- in Gortyn
- Rote Halle in Pergamon
- in Ephesos
- in Sinop
- in Magnesia
- in Priene
- in Milet
- in Soli
- in Syrakus
- in Rom – Aedes Serapis
- in Rom – Iseum Campense
- in Rom – Iseum Metellinum
- in der Hadriansvilla bei Tivoli
- in Ostia Antica
- in Pozzuoli
- in Aquileia
- in Panóias
- in Ampurias
- in York – Eburacum
- in Kyrene
- in Leptis Magna
- in Sabratha
- in Karthago
- in Timgad
- in Lambaesis